# Michel Marie
Pour les articles homonymes, voir Marie.
 (décembre 2024).
Si vous disposez d'ouvrages ou d'articles de référence ou si vous connaissez des sites web de qualité traitant du thème abordé ici, merci de compléter l'article en donnant les références utiles à sa vérifiabilité et en les liant à la section « Notes et références ».
Michel Marie, né le 18 avril 1945, est un essayiste, historien du cinéma et professeur des universités français. Il est titulaire de la chaire d’études de la France contemporaine à l'université de Montréal et enseigne à l'université Sorbonne Nouvelle - Paris 3, où il a dirigé l'UFR « Cinéma et Audiovisuel ».

## Biographie
Après avoir préparé le concours de l'IDHEC, Michel Marie se détourne de la réalisation des films pour se consacrer à leur histoire et à leur analyse. Il consacre sa maîtrise aux contes moraux d'Éric Rohmer de La Boulangère de Monceau à Ma nuit chez Maud, et sa thèse de doctorat à Eisenstein (Octobre) et Muriel (Resnais) en 1976, sous la direction de Marie-Claire Ropars et de Christian Metz. Il est nommé, en 1974, maître assistant à l'université de Paris III où il enseigne l’histoire et l’esthétique du cinéma. L’année suivante, il entre au bureau de la cinémathèque universitaire. Il en élargit le domaine d'intervention et renforce ses missions de sauvegarde du patrimoine et de valorisation de ses collections. Il organise à ce titre une programmation régulière des collections avec deux séances quotidiennes à l'université de Paris 3, en complément des enseignements offerts par l'UFR Cinéma et audiovisuel. Il est professeur des universités depuis 1993 et il dirigera le département d'études cinématographiques pendant plus de 15 années.
Il a joué un rôle majeur, avec Jacques Aumont, dans la création des études cinématographiques en France en développant le département d'études cinématographiques de son université passé d'une modeste unité de deux assistants en 1971 à un UFR de plus de 10 professeurs et plus de 15 maîtres de conférences au cours des années 2000. Ce développement a permis la création de diplômes nationaux d'études cinématographiques et audiovisuels (licence, master et doctorat) en France au cours des années 1980. Aujourd'hui, ce département est devenu une référence internationale dans ce domaine d'études et attire de très nombreux étudiants de tous pays qui viennent y préparer des thèses de doctorat
À partir de 1988, Michel Marie devient directeur de la collection « Cinéma et Image » chez Nathan puis chez Armand Colin. À ce titre, il a publié sous sa direction près d'une centaine de livres de cinéma principalement destinés aux étudiants, dont de nombreux titres ont été traduits, notamment Esthétique du film coécrit avec Jacques Aumont, Alain Bergala et Marc Vernet (traduit en 11 langues) et L'Analyse des films coécrit avec Jacques Aumont, deux titres devenus des "classiques" de l'enseignement du cinéma, avec le dictionnaire théorique et critique du cinéma (également avec Jacques Aumont). De 2000 à 2004, il est président l’Association française de recherche sur l'histoire du cinéma. Il sera également vice-président de l’AFECCAV (Association Française des Enseignants et Chercheurs en Cinéma et Audiovisuel) et responsable, avec François Thomas, d'un groupe de recherches intitulé « Le Film pluriel » pour l’IRCAV de Paris III jusqu'en 2011.
Dans les années 2000, il enseigne au Québec (Université de Montréal) où il est nommé à la chaire d'études de la France contemporaine au CERIUM (2009-2011), et au Brésil (2007 et 2012 à l'université de Campinas (Unicamp).
Il organise au Brésil en 2012 avec l'association Balafon une rétrospective intégrale de l'œuvre de Pierre Perrault dans 7 capitales brésiliennes et un colloque international à Rio de Janeiro.